# Hruštice (Frymburk)
Hruštice (německy Wadetstift) je zaniklá ves v okrese Český Krumlov. Ves zanikla v důsledku výstavby vodní nádrže Lipno. Po napuštění lipenské přehrady vznikla na březích přehradního jezera v územním obvodu městyse Frymburk, nedaleko původních Hruštic stejnojmenná rekreační oblast.

## Historie
První písemná zmínka o Hrušticích pochází z roku 1234, kde je uváděna jako willam Hruztizc. Ves byla založena milevským premonstrátským klášterem. Od poloviny 19. století do poloviny 20. století byly Hruštice samostatnou obcí. Součástí této obce byly tehdejší osady Hrdoňov, Kovářov a Posudov. V důsledku uzavření Mnichovské dohody bylo území obce v letech 1938 až 1945 přičleněno k nacistickému Německu. V roce 1950 byla ves osadou obce Frymburk.

### Počet obyvatel a domů v letech 1869–1950
|           | 1869 | 1880 | 1890 | 1900 | 1910 | 1921 | 1930 | 1950 |
| --------- | ---- | ---- | ---- | ---- | ---- | ---- | ---- | ---- |
| Obyvatelé | 90   | 100  | 90   | 110  | 116  | 101  | 102  | –    |
| Domy      | 12   | 11   | 12   | 11   | 11   | 12   | 13   | 3    |

Zdroj: Historický lexikon obcí České republiky 1869 - 2011